# Contacto (jornal)
O jornal Contacto é um semanário luxemburguês em língua portuguesa, editado pelo grupo editorial Saint-Paul Luxembourg S.A

## Histórico

### Os primórdios: 1969-1987
O jornal Contacto é fundado em janeiro de 1970 no seio da associação luso-luxemburguesa Amizades Portugal-Luxemburgo (APL), nomeadamente sob o impulso de Lucien Huss e Carlos de Pina. Já em 1969, as APL tinham lançado uma primeira tentativa com a difusão aos sócios de uma folha policopiada que continha informações práticas e notícias breves, denominada "O Imigrante", mas depressa a associação compreendeu a necessidade de um verdadeiro jornal em língua portuguesa para a comunidade, que começara a chegar massivamente a partir do fim dos anos 60, princípio dos anos 70.
Nos primeiros anos, o mensário não ultrapassa as quatro páginas policopiadas, é distribuído no Luxemburgo aos membros das APL. Depois da Revolução dos Cravos (25 de abril de 1974), o jornal é redigido no Luxemburgo, mas impresso em Portugal (nomeadamente na Tipográfica de Gouveia).
A partir de 1978, o recém-chegado padre Belmiro Narino, que vem assumir a chefia da Missão Católica Portuguesa no Luxemburgo, integra o Comité de Redação, ao lado de Huss e Pina, que contam com um punhado de colaboradores para conceber, redigir, corrigir e distribuir o jornal a um pequeno milhar de assinantes.
Nos anos 80, o grupo de colaboradores torna-se cada vez mais pequeno e com o afastamento, por motivos de doença, de Carlos de Pina, que viria a falecer em 1986, Lucien Huss assume a pouco e pouco quase todo o trabalho da Redacção. Temendo o desaparecimento do jornal, Huss dirige-se em 1986 ao grupo editorial do Luxemburger Wort e propõe-lhes retomar o periódico.

### A retoma: 1987-1996
Em 1987, a pedido de Lucien Huss e das APL, que já não conseguiam assegurar as despesas de publicação e difusão (um pequena milhar de assinantes que pagava uma assinatura simbólica de 200 francos/ano), o jornal passa sob a alçada da Imprimerie Saint-Paul (hoje Grupo Saint-paul Luxembourg), que embora mantendo a regularidade mensal da publicação, moderniza o grafismo e o logotipo. A Redação passa a dispor de um redator a meio-tempo e de alguns colaboradores free-lance, que asseguram 16 a 24 páginas. A Redação é confiada à chefia de Léon Zeches (chefe de Redação do Luxemburger Wort) e a chefia-adjunta a Emile Rossler, jornalista do Luxemburger Wort.

### Um novo impulso: desde 1997
Em dezembro de 1996, é contratado um jornalista a tempo inteiro (José Correia) e em Janeiro de 1997, o jornal começa a ser publicado quinzenalmente. A tiragem aumenta para os 15 mil exemplares e chega a quase todos os lares portugueses do Grão-Ducado. Gaston Roderes (jornalista do Luxemburger Wort) é o chefe de Redacção, sucedendo assim a Emile Rossler.
Em Março de 1999, para responder ao lançamento de um concorrente (Correio, editado pelo grupo editorial Editpress), o Contacto passa a semanário e a equipa é reforçada. A tiragem aumenta para os 20 mil exemplares e chega agora também a todos os lares lusófonos, i.e., às comunidades portuguesa, cabo-verdiana e brasileira, entre outras (guineenese, angolana, moçambicana, são-tomense) radicadas no país.
O Contacto conta desde 2004 com uma tiragem média de 24 mil exemplares (dados da editora), "o que o torna um dos primeiros jornais do país", segundo Romain Hilgert, autor de "Les journaux au Luxembourg, 1704-2004" [12] (Ed. Service Information et Presse, Imprimerie Centrale, Dezembro de 2004 - pág. 230). Em 2005/2006, segundo o estudo Plurimedia TNS/Ilres, o semanário contava um leitorado de 10,7% entre todos os residentes (com + de 15 anos). O Contacto tem uma média de páginas semanais que actualmente ronda as 16 a 32 páginas.
Depois da partida para a reforma de Gaston Roderes, em Agosto de 2002, Marc Willière e Armand Thill (LW) são nomeados encarregados de Direcção do grupo junto do jornal, e José Correia, passa a responsável da Redacção, sendo nomeado chefe de Redacção em Maio de 2007.
Entre Fevereiro de 2011 e Julho de 2012, a Redacção do CONTACTO assegurou igualmente a edição portuguesa do jornal Point24, editado pelo grupo saint-paul luxembourg. O Point24-edição portuguesa começou por sair à terça e à sexta-feira. A partir de 14 de Outubro de 2011, passou a sair apenas à sexta-feira. O Point24-edição portuguesa era distribuído gratuitamente a todos os assinantes do CONTACTO, e podia ser igualmente encontrado em caixas de distribuição do P24 espalhadas por todo o Grão-Ducado.
A redação do Contacto fica situada na sede do grupo saint-paul, em Gasperich (arredores sul da cidade do Luxemburgo). A equipa é actualmente composta por cinco elementos, dos quais quatro jornalistas. O jornal dispõe de quatro dezenas de repórteres free-lance, distribuídos principalmente pelo Luxemburgo e Portugal.